# 国王号战列舰
国王号战列舰是德意志帝国海军四艘国王级战列舰的首舰，得名于符腾堡国王威廉二世。该舰于1911年10月进行龙骨架设，1913年3月1日下水，并于第一次世界大战爆发后不久完工，至1914年8月9日编入公海舰队服役。
连同三艘姊妹舰——大选帝侯号、藩侯号和王储号一起，国王号在战争期间参与了舰队的大部分军事行动。作为1916年5月31日日德兰海战中德舰队形的前导舰，国王号曾与几艘英国战列舰猛烈交火，并遭受了十次大口径炮弹打击。1917年10月，随着德国于阿尔比恩行动大获成功，国王号又在穆胡岛海战中迫使俄国的前无畏舰光荣号自沉。
在德国于1918年11月投降后，国王号与大多数公海舰队的舰只被英国皇家海军扣押在斯卡帕湾。至1919年6月21日，海军少将路德维希·冯·罗伊特作为被扣押的舰队指挥官，趁英国警卫舰出港训练之际，下令全数凿沉包括国王号在内的己方舰队。但不同于大多数的自沉舰只，国王号从未被打捞拆解，其残骸仍然留存在斯卡帕湾底部。

## 设计

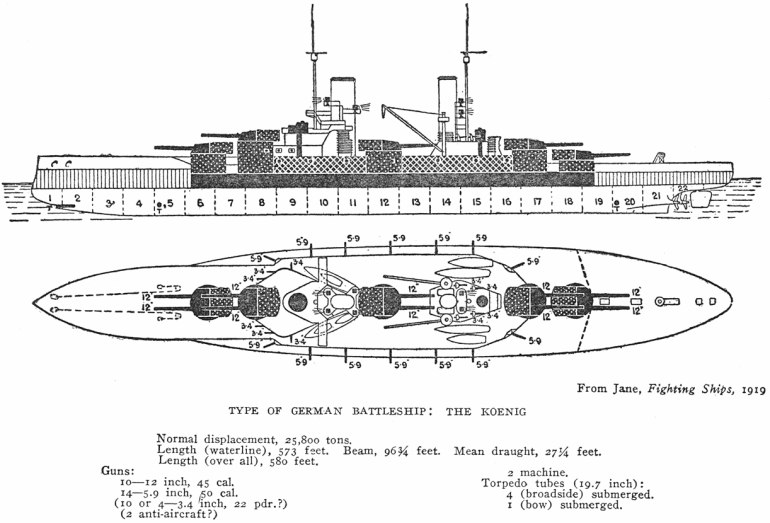
国王级的平面及立面图，来自1919年的《简氏战舰年鉴》

四艘国王级战列舰均是在英德海军军备竞赛的背景下设计的；作为德国的第四代无畏舰，它们是为响应1909年英国订购的俄里翁級而造。国王级代表了早期皇帝级战列舰的发展，主要的改进是一个更有效的主炮布局。这些舰只也曾打算在中间传动轴上使用一个柴油发动机以增加其巡航范围，但事实证明柴油装置的发展比预期更为复杂，因此保留了全蒸汽涡轮推进系统。
国王号的设计排水量为25796吨，而在全作战负载时，最大排水量可达28600吨。其全长为175.4米，有29.5米的舷宽和最大9.19米的吃水深度。国王号由三套帕森斯蒸汽涡轮机驱动，蒸汽由三台燃油和十二台燃煤舒尔茨-桑尼克罗夫特水管锅炉提供。推进系统的额定功率为42,708匹軸馬力（31,847千瓦特），最高速度为21節（39每小時）。这套装置还允许舰只以12節（22每小時）的速度续航8,000海里（15,000）。其标准船员编制为41名军官和1095名水兵。
国王号在五座双联装炮塔中装备有十门305毫米50倍径速射炮作为主炮：其中舰艏和舰艉各有两座以超射布局的炮塔，另一座则单独布置在舰舯的两个烟囱之间。国王号是首艘将全部主炮都安装在中心线上的德国战列舰。与早期的皇帝级战列舰一样，国王号的所有主炮皆可在舷侧开火，但后者因全中心线布局而拥有更宽的射界。国王号的副炮系统则包括十四门150毫米45倍径速射炮及六门88毫米45倍径速射炮，全部安装在独立的炮廓内。按照当时主力舰的惯例，它还装备有五具500毫米浸没式鱼雷发射管——其中一具设在舰艏，两边舷侧各两具。
舰只的装甲带由克虏伯的渗碳装甲制成，其舰舯部分的厚度为350毫米（用于保护轮机舱和弹药舱），在舰艏和舰艉初则分别减少至180毫米和120毫米。在舰只的中心部分，水平防护由一个100毫米厚的装甲甲板组成，它在艏艉两端的厚度降至40毫米。主炮塔的侧部装甲板有300毫米厚，顶部为110毫米厚，而廓装炮的装甲厚度则为150毫米。前司令塔的侧部也有300毫米厚。

## 服役历史
国王号是以“S”作为临时代号在威廉港的帝国船厂建造，造舰序号为33。舰只自1911年10月开始架设龙骨，并于1913年3月1日由符腾堡国王的堂弟阿尔布雷希特公爵主持了下水仪式。1914年8月9日，舾装工作完成，并于同一天被编入公海舰队服役。它共花费了德意志帝国政府4500万金马克。作为相同船级的首舰，在国王号之后还有大选帝侯号、藩侯号和王储号相继入役。国王号在入役后直接进行了海上试航，并于1914年11月23日完成。随后，舰只加入了公海舰队第三战列分舰队的第五支队，这也是其姊妹舰后续加入的部队。12月9日，国王号在威廉港锚区搁浅。紧随其后的姊妹舰大选帝侯号撞向其舰艉，并造成了一些轻微损伤。国王号随后从底部松脱，并被送回威廉港；修复工作一直持续至1915年1月2日。

### 北海行动

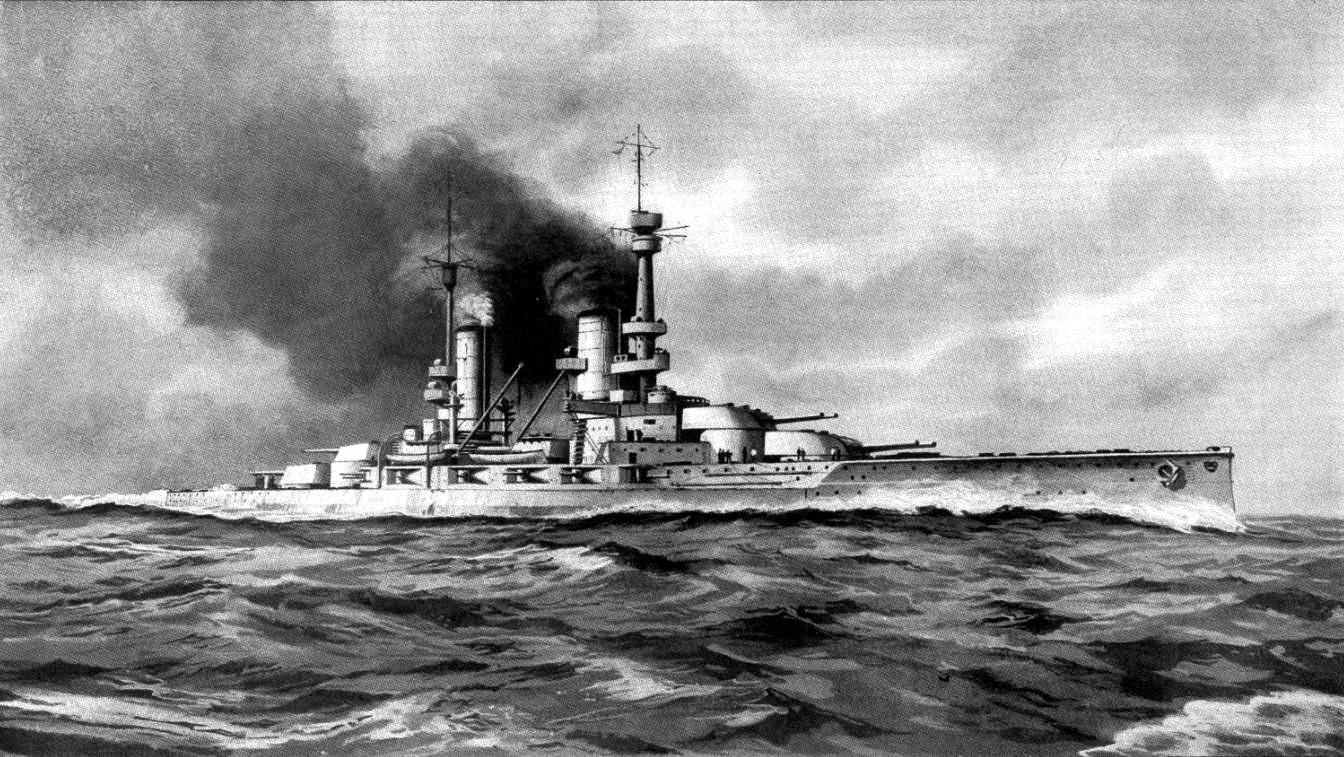
皇家海军绘制的国王号识别图

国王号参加过数次舰队出击行动，主要是对海军少将弗朗兹·冯·希佩尔率领的第一侦察集群提供支援。然而，由于它在威廉港外围搁浅，该舰错过了这些大巡洋舰侦察部队在1914年12月15日至16日夜间的首次行动——当时它们的任务是炮击英格兰沿岸，以引诱英国大舰队的部分舰只前往等待中的德国主力舰队处。1915年1月22日，国王号及第三战列分舰队的其余舰只从舰队分离，前往波罗的海进行机动、射击及鱼雷训练。它们于2月11日返回北海，但已来不及参加对第一侦察集群提供支援的多格滩海战。
国王号随后再参加了几次进入北海的行动。3月29日，该舰引领舰队出发至泰尔斯海灵岛。三周后，于4月17至18日，它负责为由轻巡洋舰组成的第二侦察集群在斯瓦特湾埋设水雷提供支援。另一次舰队推进发生在4月22日，国王号再次成为前导舰。4月23日，第三战列分舰队为参加另一轮的演习训练而重返波罗的海，并一直持续至5月10日。由第二侦察集群执行的另一次埋雷行动在5月17日展开，国王号也再度为其提供支援。
国王号还参加了舰队从5月29日至31日推进至北海的出击，但最终无功而返。它接下来被临时委任在德国防御带担任警戒的职责，却于7月6日再次搁浅，尽管受损极轻。舰只于9月11日至12日为在泰瑟尔附近进行的埋雷行动提供支援。另一次舰队出动随后在10月23日至24日发生，返航后，国王号进入旱坞进行维修，并于11月4日重新加入舰队。接下来，舰只被发往波罗的海展开从12月5日至20日的多项训练。在返航途中，它受暴风雪影响而在威廉皇帝运河搁浅，并轻微受损。国王号于1916年1月17日在波罗的海接受进一步训练，然后于1月24日返回北海。而它此后也相继参与了3月5日至6日和4月21日至22日的舰队出动。
国王号可用于1916年4月24日的突袭英格兰海岸行动，并再次为第一侦察集群的大巡洋舰提供支援。侦察集群于10:55离开亚德湾，公海舰队的其余部分则随后在13:40出发。大巡洋舰塞德利茨号在前往目标的途中撞上水雷，并不得不撤回。其它战列巡洋舰在炮击洛斯托夫特时大致平安无事，但在接近雅茅斯的时候遇到了哈里奇部队的英方巡洋舰。经过短暂的交火后，哈里奇部队撤退。但英国潜艇在该地区出没的报告也促使第一侦察集群撤退。同时，赖因哈德·舍尔将军也在收到大舰队从斯卡帕湾基地出动的警告后，率领公海舰队大部撤回至德国的安全水域。国王号则在随后前往波罗的海参加另一轮演习，包括于梅克伦堡进行鱼雷操练。

### 日德兰海战

英国（蓝）及德国（红）舰队在1916年5月31－6月1日的调遣图

1916年5月31日至6月1日，国王号参与了导致日德兰海战爆发的舰队行动。公海舰队再次试图牵制并孤立大舰队的一部分，并力争在英国主力舰队报复之前将其摧毁。国王号、大选帝侯号、藩侯号和王储号组成了第三战列分舰队的第五支队，它们是舰队的先锋。第三战列分舰队位处三个战列舰部队之首，其正后方为第六支队的皇帝级舰只。皇帝级身后是第二战列分舰队的黑尔戈兰级和拿骚级；殿后部队则由第一战列分舰队老旧的德国级前无畏舰组成。
在欧洲中部时间16:00前不久，第一侦察集群的大巡洋舰与戴维·贝蒂率领的英国第一战列巡洋分舰队相遇，双方就此开始火炮对决，其中英国的不倦号在17:00过后、以及玛丽皇后号在不足一个半小时后均被摧毁。与此同时，德国的大巡洋舰为了将英国舰只引向公海舰队的主力而向南航行。至17时30分，国王号发现第一侦察集群和第一战列巡洋分舰队接近。德国大巡洋舰旋即向右转舵航行，而英国舰只则向左转舵。17时45分，舍尔下令向左转舵2点以使其舰只靠近英国战列巡洋舰，一分钟后，即17时46分，他下达了开火的命令。
国王号、大选帝侯号和藩侯号最先到达有效射程，它们在21000码的范围内分别迎击战列巡洋舰狮号、长公主号和虎号。国王号的第一次齐射未能命中其目标，于是转向距离更近的英国舰只——虎号开火。同时，国王号及其姊妹舰开始利用副炮射击驱逐舰涅斯托尔号和尼卡特号。两艘驱逐舰逼近德军的战列线，在忍受了一阵炮火之后，调整到了一个良好的射击位置。它们各向国王号和大选帝侯号发射了两枚鱼雷，但全部四枚均告射失。作为回击，来自其中一艘战列舰的副炮击中尼卡特号，摧毁了它的轮机舱。该舰连同游牧人号驱逐舰直接失效并横卧在德舰队形前进的路径上。两艘驱逐舰相继沉没，但德国鱼雷艇停下来救起幸存者。在18:00左右，四艘国王级战列舰转向正在迫近的英国第五战列分舰队的伊丽莎白女王级战列舰开火。其中国王号最初锁定的目标是巴勒姆号，至后者远离射程后，又将目标锁定为英勇号。然而，速度更快的英国战列舰均能够迅速撤离有效射击范围。
傍晚19:00后不久，德国小巡洋舰威斯巴登号已被无敌号的炮弹击残；国王号的海军少将保罗·贝恩克试图调遣其舰只去掩护受损的巡洋舰。与此同时，英国的第三及第四轻巡洋分舰队开始对德舰队形展开鱼雷攻击；在推进至鱼雷射程范围的同时，它们也利用主炮压制威斯巴登号。国王号及其姊妹舰向英国巡洋舰猛烈开火，但即便是战列舰主炮的持续火力也未能击退英国的巡洋舰群。在随后的混战中，英国的装甲巡洋舰防卫号被德国无畏舰的几枚大口径炮弹击中。一组齐射穿透了该舰的弹药库，并伴随着巨大的爆炸被摧毁。
19:20后不久，英国战列舰厌战号再次进入国王号的射程范围，后者遂实施开火。加入开火的还有腓特烈大帝号、东弗里斯兰号、黑尔戈兰号和图林根号。然而，厌战号却迅速消失在国王号的视距内，因为它已转至东北偏东方向。几乎同一时间，英国的轻巡洋舰和驱逐舰试图以鱼雷攻击对抗包括国王号在内的德舰队形的前导舰。随后不久，英舰主力队形进入德国舰队的射程范围，它们于19:30开始同时向德国的战列巡洋舰部队和国王级舰只开火。国王号在此期间内遭受了尤为猛烈的炮火攻击。在五分钟时间里，铁公爵号便于12000码的范围内对国王号实施了9组齐射，但只有1发炮弹中的。13.5英寸的炮弹击中了前司令塔但并未穿透，炮弹反弹出去并引爆了一些50码开外的过往舰只。贝恩克少将受伤，但他仍然留在国王号上指挥。舰只随后因受到硝烟的遮蔽而获得短暂的喘息机会。
20:00，德舰队形受命转向西面以摆脱英国舰队。位于前头的国王号完成了自己的转向，然后减速使其身后的舰只返回编队。不久之后，四艘英国轻巡洋舰重新开始攻击受创的威斯巴登号，而领头的德国战列舰，包括国王号，则开火试图将它们赶跑。追逐的英国战列舰此时进一步向南转舵，几乎成功的在德舰队形中完成了一次“T型战术”。为了改变这一局面，舍尔上将下令向南转舵16点，并委派希佩尔的战列巡洋舰向英国舰队发起冲锋。在转向过程中，国王号被铁公爵号的一枚13.5英寸炮弹击中，炮弹击中了最后方炮塔附近的舰艉。国王号遭到了严重的结构性破坏，多个舱室充满烟雾。在向右转舵期间，第一战列分舰队的指挥官——艾尔哈德·施密特中将决定停止转向，而不是陆续跟随前导舰。这引起了许多混乱，并几乎导致碰撞。其结果是，多数德国战列舰被迫大幅减速，从而将整个舰队陷入巨大的危险中。为试图解困，国王号向右转舵，并在德国和英国队形之间敷设了一条烟雾幕墙带。
在战斗中，国王号受损严重。有一枚重弹穿透了主装甲甲板直至舰艏。另一枚炮弹击中拐角处的装甲舱壁并嵌入5英尺深，在此过程中折断了很大一块装甲板。其它的弹片则击穿了几个承载150毫米副炮的炮廓，导致其中的两个炮廓失效。这两门炮的装弹舱起火燃烧，同时弹药库不得不灌水以防止发生爆炸。尽管如此，舰只仍然维持作战效力，因为其主炮及大部分副炮仍然可以运作，同时国王号仍可以接近全速的速度航行。舰只的其它区域都必须抗淹以保持稳定：由于战斗破坏和抗淹措施，共有1600吨海水侵入舰体。水浸严重压低了舰身，使其在6月1日9:30之前都无法穿越阿姆鲁姆浅滩。国王号被送往基尔进行初步维修，因为这是唯一拥有能够适应该舰尺寸的大型浮动旱坞的地点。初步维修从6月4日持续至18日，随后舰只被移送至霍瓦兹船厂作进一步修复。国王号于7月21日准备好再次加入舰队。在日德兰海战的过程中，该舰共有45人死亡，27人受伤，是公海舰队所有幸存战列舰中的最高数字。

### 后续行动
当完成维修后，国王号再度被分遣至波罗的海进行训练，时间为7月下旬至8月上旬。它于8月5日重返北海。而在1916年8月19日的舰队出动中，国王号重新担当前导舰。此次出动是由第一侦察集群对北海桑德兰沿岸的城镇实施炮击，试图引诱和摧毁贝蒂的战列巡洋舰。由于毛奇号和冯·德坦恩号是仅有的两艘在日德兰海战后仍具备作战条件的德国大巡洋舰，因此有另外三艘无畏舰被分配至部队参与行动，分别为大选帝侯号、藩侯号和新入役的巴伐利亚号。舍尔上将和公海舰队的其余15艘无畏舰则拖后及提供掩护。但英国人已事先破译了德国人的计划，并派出大舰队应战。在14时35分，舍尔收到了大舰队迫近的警告，他并不愿意在难分伯仲的日德兰海战后仅11周便又与整个大舰队交战，于是下令全体舰队掉头撤回德国港口。
国王号停留在港口直至10月21日，当它再次被派往波罗的海进行训练。它于11月3日返回舰队，并连同第三战列分舰队的其余舰只在11月5日至6日航行前往喇叭礁。国王号随后被分配了各种任务，包括在德意志湾的警卫值勤和在波罗的海的护航工作。1917年，有几次波罗的海训练分别于2月22日至3月4日、3月14日至22日以及5月17日至6月9日进行。随后，国王号于6月16日驶入威廉港进行维修。安装一副新的大型前桅和其它工作一直持续至7月21日。至9月10日，国王号再次前往波罗的海进行演习。

### 阿尔比恩行动
在1917年9月上旬，继德国攻克俄国港口里加后，德国海军决定驱逐仍残留在里加湾的俄国海军力量。为此目的，海军部的行动计划是夺取波罗的海岛屿萨雷马岛，尤其是夺取瑟尔韦半岛的俄国炮台。9月18日，一次海陆空联合进攻行动受命出发，以占领萨雷马岛及穆胡岛。海军的主要组成部分是由旗舰毛奇号率领的公海舰队第三战列分舰队。第五分舰队包括四艘国王级战列舰，并在此时加入了巴伐利亚号。第四分舰队则由五艘皇帝级战列舰组成。连同九艘轻巡洋舰、三艘鱼雷艇编队和几十艘水雷艇，整个出战规模约为300艘舰船，并有超过100架飞机和6艘飞艇提供空中支援。共有约24600名官兵参与此次入侵。抗击部队的力量则包括原俄国的前无畏舰光荣号和太子号，装甲巡洋舰巴彦号、马卡罗夫将军号和蒂亚娜号，26艘驱逐舰，以及若干鱼雷艇和炮艇。而萨雷马岛的驻军人数约为14000人。

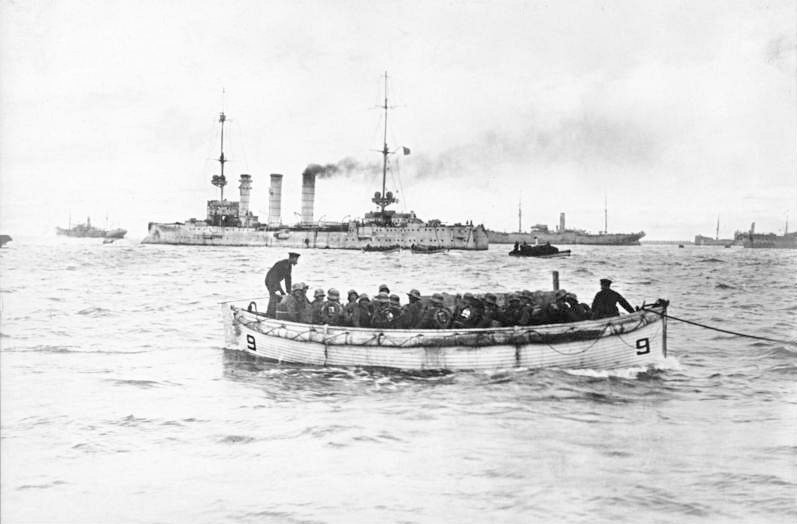
德国人在萨马雷岛登陆

国王号于9月23日离开基尔前往普茨克湾，并在那里停留直至10月10日。行动则于10月12日展开，国王号于凌晨3:00在塔加拉赫湾的萨马雷岛抛锚，并让士兵上岸。5:50起，该舰加入毛奇号、巴伐利亚号和另外三艘国王级舰只的阵营，开始轰击俄国的岸基炮台。同时，皇帝级战列舰用于攻击瑟尔韦半岛的炮台，目的是稳固穆胡岛和希乌马岛之间的航道，这将封锁俄国舰只在海湾的唯一退路。然而，大选帝侯号和巴伐利亚号却在行动中撞上了敌方水雷，但仍然移动至预定海域的射击阵位；前者的受损程度较轻，但巴伐利亚号则遭到重创，并不得不撤回基尔进行大修。至17:30，国王号为了补给燃料而离开战区，于10月15日回到伊尔别海峡。
10月16日，德军决定分离部分入侵舰队以清除穆胡岛的俄国海军力量，当中包括两艘俄国前无畏舰。为此，国王号和王储号，连同小巡洋舰斯特拉斯堡号和科尔贝格号以及一些小型舰只，被遣往迎战俄国战列舰。它们是在10月17日清晨抵达，但受制于俄国的深水雷区，这些舰船临时停留在外港。而当德国人发现俄国战列舰的305毫米炮超出己方305毫米炮的射程后，他们感到十分错愕。俄国舰只设法保持足够宽的距离，以防止德国战列舰能够进行还击，同时仍然维持对德国舰只进行有效射击——在若干阵位的德国舰只不得不采取机动规避来避开俄国炮弹。然而在上午10时，扫雷舰清理了穿越雷区的路径，国王号和王储号冲入湾区与俄国战列舰正面交锋，其中国王号与光荣号对决，王储号则同时向光荣号和巴彦号开火。俄国舰只被击中数十次，直至10时30分由俄国海军总司令、海军上将米哈伊尔·巴希雷夫下令撤退。国王号共七次击中光荣号，造成的损害使它无法完成向北逃逸。相反，它被俄方自行凿沉，同时船员被疏散至另一艘驱逐舰。在交战的过程中，国王号还撞击过巴彦号一次。交战结束后，国王号又向维尔楚的岸基炮台开火。
10月20日，国王号被扫雷舰拖入库伊瓦斯图锚地。国王号负责将士兵转运至当时已占领的希道姆岛（Schildaum）。到那时，在这些岛屿的战斗已接近尾声，穆胡岛、萨雷马岛和希乌马岛均被德国人占据。而在前一天，海军部已下令停止海军行动并且无畏舰应尽快返回公海舰队。在返航途中，国王号被一次巨浪击穿底部。舰只遂在基尔进行维修，工作一直持续至11月17日。

### 最终行动
随着国王号从波罗的海返回，舰只又开始负责在北海的警戒任务，并对扫雷舰提供支援。12月22日，国王号前往波罗的海展开进一步训练，并一直持续至1918年1月8日。另一轮演习则从2月23日至3月11日之间进行。4月20日，国王号起航出港以协助与英国部队交战的德国巡逻艇。国王号还参与了4月23－25日舰队前往挪威拦截英国护航运输队的任务，尽管行动在战列巡洋舰毛奇号遭遇机械故障后无疾而终。5月20日，国王号曾临时系泊于黑尔戈兰岛的北港。两个月后，即7月31日，国王号与第三战列分舰队的其余舰只为北海的扫雷组提供掩护。舰只随后前往波罗的海进行8月7－18日的训练，并在此后返回北海。国王号从9月28日起展开了它在波罗的海的最后一次演习，一直持续至10月1日。
国王号在停战前不久曾被纳入最终舰队行动的一部分。该行动的设想是公海舰队将由威廉港基地全体出动寻找大舰队主力决战。为了使德国取得更好的谈判地位，海军上将希佩尔和舍尔意图不惜一切代价重创英国海军。因此在1918年10月29日，舰队受命离开威廉港，并在亚德湾锚地集结，打算于次日清晨出发。然而从10月29日夜晚开始，图林根号的厌战船员发动叛变。骚乱随即蔓延至其它战列舰，其中包括国王号。该行动最终被取消。为了试图平息叛变，舍尔下令将舰队分散。国王号和第三分舰队的其余舰只被发往基尔。在后续的叛乱期间，国王号的舰长曾三次负伤，其大副和副官则均被杀害。

### 结局

展示国王号 (#7)的舰只凿沉图

随着德国在1918年11月投降，公海舰队的大部分舰只将在海军少将路德维希·冯·罗伊特的指挥下，被扣留至斯卡帕湾的英国海军基地。在德国舰队出发之前，海军上将阿道夫·冯·特罗塔对罗伊特明确表示，他不能让同盟国在任何情况下抢占舰只。公海舰队先与英国的加迪夫号轻巡洋舰会合，再在由370艘英国、美国和法国军舰组成的大规模联队的监督下，开往斯卡帕湾。一旦舰只被扣押，它们的火炮将通过移除其炮栓而停用。
在落实凡尔赛条约的谈判过程中，舰队仍然维持拘禁状态。罗伊特推断英国方面将在6月21日，即谈判到期而无法达成协议的情况下会强行抢占德国军舰，却不知该期限已被延长至6月23日。为了防止这种情况，他决定第一时间凿沉己方舰只。6月21日上午，英国舰队离开斯卡帕湾进行训练演习；11时20分，罗伊特向全体德国军舰下达了他的命令。国王号在大约14时沉没，但与大多数被凿沉的其它主力舰不同，该舰从未被浮起拆解。对于残骸未来打捞行动的权利则于1962年被售予英国。
国王号的残骸如今是斯卡帕湾广受欢迎的潜水地点，它横卧在卡瓦岛以东水深40米的沙地上。舰只是以翻转的形态沉陷，其船体朝上仰起的高度差约为20米。那里还有一些舰只上部结构的炸毁孔洞，其中打捞人员已获准取走舰身上的有色金属。2017年，奥克尼考古研究中心（Orkney Research Center for Archaeology）的海洋考古学家在该地区对国王号和另外九艘沉船展开了广泛调查，其中包括六艘德国和三艘英国军舰。考古学家用声纳绘制了这些沉船的地图，并利用遙控潛水器对它们进行检查，以确定这些残骸是如何恶化。
斯卡帕湾打捞公司（Scapa Flow Salvage）曾一度持有舰只残骸的所有权，该公司于1981年将此权利售予了潜水承包商汤米·克拉克（Tommy Clark）。克拉克在eBay上以“立即购买”的方式作价250000英镑将残骸挂牌拍卖，拍卖期持续至2019年6月28日。另外三艘同属克拉克公司的舰只残骸——威廉皇储号、藩侯号和小巡洋舰卡尔斯鲁厄号也同时被拍卖。国王号和及其两艘姊妹舰的残骸最终以2.55万英镑的价格售予了一家中东公司，而卡尔斯鲁厄号则以8500英镑的价格卖给了一位私人买家。

## 脚注
1. ↑  Herwig，第70頁.
2. ↑  Gardiner & Gray，第147–148頁.
3. 1 2 3 4  Gröner，第27頁.
4. ↑  Grießmer，第177頁.
5. 1 2 3 4 5  Gröner，第28頁.
6. ↑  Gardiner & Gray，第147頁.
7. ↑  Rüger，第147-148頁.
8. ↑  Herwig，"Abbreviations and Conversions"章节.
9. 1 2 3 4 5 6  Staff，第29頁.
10. 1 2  Tarrant，第286頁.
11. ↑  Tarrant，第31–33頁.
12. ↑  Staff，第29–30頁.
13. 1 2 3 4 5  Staff，第30頁.
14. ↑  Tarrant，第53頁.
15. ↑  Tarrant，第54頁.
16. ↑  Tarrant，第94–95頁.
17. ↑  Tarrant，第100–101頁.
18. ↑  Tarrant，第110頁.
19. ↑  Tarrant，第110–111頁.
20. ↑  Tarrant，第111頁.
21. ↑  Tarrant，第114頁.
22. ↑  Tarrant，第116頁.
23. ↑  Tarrant，第137頁.
24. ↑  Tarrant，第138頁.
25. ↑  Tarrant，第140頁.
26. ↑  Tarrant，第142–143頁.
27. ↑  Tarrant，第145頁.
28. ↑  Tarrant，第169頁.
29. ↑  Tarrant，第173頁.
30. ↑  Tarrant，第175頁.
31. ↑  Tarrant，第177頁.
32. ↑  Tarrant，第187–188頁.
33. ↑  Campbell，第190頁.
34. ↑  Halpern，第327頁.
35. ↑  Campbell，第336頁.
36. ↑  Tarrant，第298頁.
37. ↑  Massie，第682頁.
38. ↑  Massie，第683頁.
39. ↑  Halpern，第213頁.
40. ↑  Halpern，第214–215頁.
41. 1 2  Halpern，第215頁.
42. 1 2 3 4 5 6 7 8 9  Staff，第31頁.
43. 1 2 3  Halpern，第218頁.
44. 1 2  Halpern，第219頁.
45. ↑  Tarrant，第280–281頁.
46. ↑  Tarrant，第281–282頁.
47. 1 2  Tarrant，第282頁.
48. 1 2  Herwig，第256頁.
49. ↑  Herwig，第254–255頁.
50. ↑  Herwig，第255頁.
51. ↑  MacDonald，第73–75頁.
52. ↑  Gannon.
53. ↑  . BBC News. 2019-06-19  [2019-06-19]. （原始内容存档于2021-07-06）.
54. ↑  . BBC News. 2019-07-09  [2019-12-01]. （原始内容存档于2021-07-06）.